# 대완구
대완구(大碗口)는 둥근 돌인 단석이나 멀리 날아가서 폭발하는 둥근 쇠공인 비격진천뢰를 쏘는 조선 시대의 유통식 화기이다.
주로 공성용 병기로 사용되었으며, 때로는 해상전에서 선박을 침몰시키기 위하여 사용되었다. 여기서 완구라 함은 발사물인 단석과 진천뢰를 올려놓은 포구의 모양이 사발과 흡사한 데에 연유하였다. 그리고 완구의 종류에는 대완구·중완구·소완구·소소완구가 있다.

## 보물 857호
이 대완구는 전체 길이 64.4센티미터, 포구 지름 26.3센티미터이며, 조선 헌종 11년(1845)에 유희준과 김형업이 청동으로 만들었다. 포의 끝 부분은 지름 28.8 cm의 원형으로 포에 대한 기록이 적혀 있다. 현재 유일하게 남아 있는 대완구이다.

## 참고 문헌
- 본 문서에는 서울특별시에서 지식공유 프로젝트를 통해 퍼블릭 도메인으로 공개한 저작물을 기초로 작성된 내용이 포함되어 있습니다.